# Lac Rudnickie Wielkie
 (décembre 2023).
Si vous disposez d'ouvrages ou d'articles de référence ou si vous connaissez des sites web de qualité traitant du thème abordé ici, merci de compléter l'article en donnant les références utiles à sa vérifiabilité et en les liant à la section « Notes et références ».
Le lac Rudnickie Wielkie est un lac du nord de la Pologne situé aux limites de la ville de Grudziądz, dans le quartier de Rudnik. Il possède un écoulement d'eau de surface (en polonais : jezioro przepływowe).
Il couvre 177,7 hectares. Sa profondeur maximale est de 11,5 mètres. La surface de l'eau est à 22,6 mètres au-dessus du niveau de la mer. Le lac comporte une île de 0,7 hectare. La durée moyenne de la présence annuelle de glace sur le lac, de 1960 à 1970, était de 130 jours pour 700 ares. Le lac est entouré de forêts.
En 1982, deux pipelines ont été creusés au fond du lac, leurs longueurs respectives étant de 312 m et de 565 m. Un troisième pipeline a été creusé le 16 septembre 1990. Ces tubes d'Olszewski ont été installés selon l'expérience Kotovski, pour permettre le déversement des eaux anoxiques dans la rivière Rudniczanka.

Principe de fonctionnement du tube d'Olszewski.

L'expérience Kortowski (utilisation de la méthode Olszewski) est une méthode de remise en état des lacs eutrophiés. Un tube d'Olszewski fonctionne selon le principe du siphon, il fait remonter l'eau froide de l'hypolimnion vers l'eau chaude de surface.
Les environs du lac sont propices aux loisirs et il est fréquenté toute l'année par les touristes. On y trouve notamment de nombreuses stations balnéaires, de la location d'équipements sportifs et de loisirs, de petites structures de restauration, des campings, des plages, des ports de plaisance et des centres de voile.